# Mohn-Rücken

Topografie der Grönlandsee und angrenzender Gewässer, der Mohn-Rücken liegt mittig im Osten der Karte.

Der Mohn-Rücken, auch Mohns-Rücken oder Mohn-Schwelle (engl. Mohns Ridge), benannt nach dem norwegischen Meteorologen und Ozeanografen Henrik Mohn (1835–1916), ist ein Meeresrücken, der die nordöstlich gelegene Grönlandsee von der Norwegischen See trennt.

## Lage und Bildung
Der Mohn-Rücken reicht vom Knipovich-Mohn-Bogen, der den Übergang vom weiter nördlich gelegenen Knipovich-Rücken markiert, in Richtung Südwesten bis zur Jan-Mayen-Bruchzone, einer R-R-Transformstörung. Westlich entlang der Bruchzone versetzt schließt sich der Kolbeinseyrücken an. Im Südosten des Mohn-Rückens liegt das bis 3200 m tiefe Lofoten-Becken, nordwestlich das bis 2600 m tiefe Grönlandbecken.  In älterer Literatur wird der Knipovich-Rücken manchmal als Teil des Mohn-Rückens angesehen. Die Länge des Mohn-Rückens beträgt etwa 580 km. Er ist Teil des Mittelatlantischen Rückens, der sich vom Gakkelrücken im Arktischen Ozean im Norden bis zur Bouvetinsel vor der Antarktis im Süden erstreckt.
Durch die Tiefseebergketten des Mohn-Rückens zieht sich ein zentrales Rift Valley mit einer Tiefe von mehr als 3000 m. Nahe dem Mohn-Knipovich-Bogen ragen die nördlich des Rift-Valley gelegenen Tiefseeberge bis zu 800 m höher auf als die südlichen. Bis zu 800 m mächtige Sedimente des Bäreninsel-Tiefseefächers (bear island fan) bedecken dort die Flanken und Sohle des Rift-Valleys und vor allem den östlich des Valleys gelegenen Rücken. Der Mohn-Rücken bildet sich durch aufsteigendes Magma im Zuge der Ozeanbodenspreizung zwischen divergierenden Lithosphärenplatten, nämlich der Nordamerikanischen und der Eurasischen Platte. Mit einer Spreizungsrate von 15,6 mm pro Jahr zählt er zu den sich ultralangsam spreizenden untermeerischen Rücken.
Der Mohn-Rücken bildet die Grenze atlantischer und arktischer Strömungssysteme: Im Norden fließt der Jan-Mayen-Strom. Dieser Strom zweigt nordwestlich von Jan-Mayen vom Ostgrönlandstrom ab und führt kaltes, arktisches Wasser entlang des Mohn-Knipovich-Rückens in Richtung Spitzbergen, wo er sich mit dem Westspitzbergenstrom vereinigt, und in den Grönlandwirbel. Entlang des Mohn- und Knipovich-Rückens transportiert ein Ausläufer des Nordatlantikstroms, die Norwegian Atlantic Front Current (NwAFC),  warmes, salzreiches atlantisches Wasser nach Nordosten, das über den Westspitzbergenstrom in die Arktis und die Grönlandsee gelangt.

## Entdeckung und Namensherkunft
Henrik Mohn, der während der Norwegischen Nordmeerexpedition (1876–1878) den Meeresboden in Teilen der Grönländischen und Norwegischen See auslotete, beschrieb einen Meeresrücken nordöstlich von Jan Mayen. Er nahm an, dass dieser – vielleicht mit Unterbrechungen – bis zur Bäreninsel reicht und nannte ihn Transverse Ridge.

## Lokis Schloss

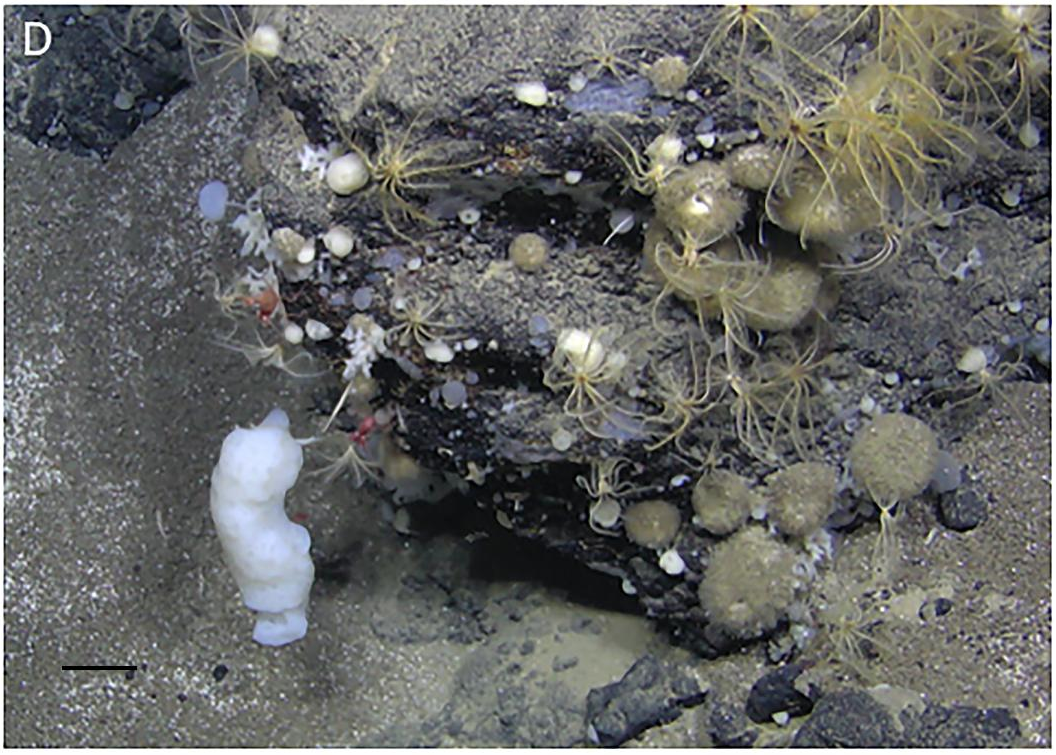
Schwämme auf einem felsigen Aufschluss im Sediment bei Mohn's Treasure Mound, nahe Loki's Castle

Am nordöstlichen Ende des Mohn-Rücken, im Mohn-Knipovich-Bogen, wurde im Jahr 2008 bei 74° N, 8° O nahe dem Gipfel eines axialen Vulkanrückens, der aus dem Rift-Valley herausragt, ein Feld Schwarzer Raucher entdeckt und Loki's Castle getauft (→ Lokis Schloss). Bis dahin waren solche Gebiete hydrothermaler Aktivität in sich ultralangsam spreizenden Riftsystemen der arktischen Rücken kaum bekannt gewesen. Es besteht Interesse, Meeresbodenbergbau an Loki's Castle und anderen nahe gelegenen aktiven und inaktiven Orten hydrothermaler Aktivität zu betreiben, vor allem, um Vorkommen von metallreichen Massivsulfiden auszubeuten.

## Aegir Hydrothermalfeld
Zum Mohn-Rücken gehört außerdem das Aegir-Hydrothermalfgeld bei 72° N, 2° O (nicht zu verwechseln mit dem vulkanisch nicht mehr aktiven, d. h. erloschenen Aegir-Rücken).
Auch dort wurden per Metagenomik mehrere Stämme von Archaeen, und zwar der Klasse Korarchaeia (Phylum Thermoproteota) identifiziert, darunter:
- Thermoproteota archaeon isolate Aegir_M25_B147 (Spezies DRBY01 sp027491415)
- Thermoproteota archaeon isolate Aegir_M25_B107 (Spezies JAOZFG01 sp027491435)
- Thermoproteota archaeon isolate Aegir_M25_B233 (Spezies WALU01 sp027491395)

Diese Gensequenzen der Kandidatenfamilie „Korarchaeaceae“ stammten von im Juli 2007 aus einer Tiefe von 2.289 Metern geprobtem weißem Biofilm an einem mit GS20-ROV9-BS1 bezeichneten Entnahmeort (R. Stokke, I. H. Steen et al., 2022).